# Cui Xiuwen
Cui Xiuwen, née en 1967 à Harbin (Mandchourie), morte le 1er août 2018, est une peintre puis une photographe et vidéaste chinoise.

## Biographie
Cui Xiuwen est née en 1967 à Harbin, dans le Heilongjiang,  au nord-est de la Chine (la Mandchourie),. Elle fréquente l'école des beaux-arts de l'Université normale du Nord-Est, à Changchun, et obtient son diplôme en 1990. Elle poursuit ensuite ses études à l'Académie centrale des beaux-arts de Chine, à Pékin, jusqu'en 1996,  où elle devient titulaire d’une maîtrise de beaux-arts en peinture à l’huile. 
En 1998, désormais basée à Pékin, elle crée avec trois autres femmes un collectif d'artistes, l'Atelier Sirène,. Elles exposent dans un appartement, ne trouvant pas à l'époque d'accès à d'autres lieux d'expositions,. Mais dès 1998, dans le prolongement de la quatrième conférence mondiale des Nations Unies sur les femmes, organisée à Pékin en 1995 le Musée national des Beaux-Arts de cette ville, un des principaux musées de Chine et un organisme culturel très officiel, organise une exposition, intitulée Century Woman, et consacrée à l'art féminin en Chine, à travers l'œuvre de soixante-dix femmes artistes, dont Cui Xiuwen.  Bien que cette exposition cherche aussi à enfermer cet art féminin (Jia Fangzhou, commissaire de l'exposition, définit dans une préface du catalogue de l'exposition les « caractéristiques essentielles de l'art féminin », incluant « l'apathie à l'égard de la politique, de l'histoire et de la philosophie, et le désintérêt général pour le monde masculin » sa présence dans cette sélection d'artistes lui ouvre  à l'époque des opportunités d'exposition à l'international.
À la fin des années 1990, elle laisse de côté la peinture à l'huile, et s'investit, en autodidacte, dans la photographie et la réalisation de vidéos. Dans plusieurs de ses œuvres, elle s'intéresse à l'exploitation sexuelle de la femme  dans son pays en développement économique. En 2004, elle devient la première artiste chinoise à être exposée à la Tate Modern de Londres.  Dans sa série Angel Series 2006, elle mène une réflexion sur l'individu dans la Chine moderne. Certaines de ses créations sont présentées lors du Festival international de photographie de Lianzhou 2006 et lors de Paris Photo 2007. Elle fait partie des 35 artistes chinois de l'exposition China Gold au musée Maillol en 2008
Ses œuvres intègrent plusieurs collections de référence, à Pékin, à New York, à Paris ou à Londres, comme le Centre Pompidou, le Musée national de Chine, le Brooklyn Museum ou la Tate Modern. À partir de 2012, elle s'intéresse dans ses créations au spiritualisme et au bouddhisme. Elle meurt en 2018, des suites d'une longue maladie,.